# Loxosomatoides sirindhornae
Loxosomatoides sirindhornae är en bägardjursart som beskrevs av Wood 2005. Loxosomatoides sirindhornae ingår i släktet Loxosomatoides och familjen Pedicellinidae. Inga underarter finns listade i Catalogue of Life.